# چارلتن، ویکتوریا
چارلتن (به انگلیسی: Charlton) یک شهرک در استرالیا است که در ویکتوریا (استرالیا) واقع شده‌است.